# Andalucía-Cajasur/2009
Deze pagina geeft een overzicht van de Andalucía-CajaSur wielerploeg in  2009.

## Renners
| Naam                    | Geboortedatum | Nationaliteit | Ploeg 2008             |
| ----------------------- | ------------- | ------------- | ---------------------- |
| Manuel Calvente         | 14-08-1976    | ESP           | Contentpolis-Murcia    |
| José Antonio Carrasco   | 08-09-1980    | Spanje        |                        |
| Juan Javier Estrada     | 08-08-1981    | Spanje        |                        |
| José Antonio Lopez      | 06-03-1980    | Spanje        |                        |
| Francisco José Martínez | 14-05-1983    | Spanje        |                        |
| Javier Moreno           | 18-07-1984    | Spanje        |                        |
| Manuel Ortega Ocaña     | 07-07-1981    | Spanje        |                        |
| Antonio Piedra          | 10-10-1985    | Spanje        |                        |
| Esteban Plaza           | 09-05-1986    | Spanje        | Neo                    |
| Javier Ramirez          | 14-03-1978    | Spanje        | Fuerteventura-Canarias |
| José Antonio Redondo    | 05-03-1985    | Spanje        |                        |
| José Luis Roldán        | 13-11-1985    | Spanje        | Neo                    |
| Jesús Rosendo           | 16-03-1982    | Spanje        |                        |
| José Ruiz               | 19-10-1980    | Spanje        |                        |
| Xavier Tondó            | 05-11-1978    | Spanje        | LA-MSS                 |
| Ángel Vicioso           | 13-04-1977    | Spanje        | LA-MSS                 |

## Belangrijke overwinningen en uitslagen
| Ronde van San Luis 5e etappe: Xavier Tondó Ronde van Andalusië Proloog (IT): Xavier Tondó Ronde van Asturië 6e etappe: Ángel Vicioso GP Rota dos Móveis 1e etappe: Manuel Ortega Ocaña Ronde van Portugal 5e etappe: Antonio Piedra |

2005 · 2006 · 2007 · 2008 · 2009 · 2010 · 2011 · 2012 · 2013